# Fata buona
La fata buona è un personaggio della fiaba La bella addormentata, dove rappresenta un aiutante per la protagonista.

## Storia originale
Per celebrare il battesimo della tanto sospirata figlioletta un re e una regina invitano tutte le fate del regno affinché le facciano da madrina. Ognuna delle fate dona qualcosa alla neonata: chi la bellezza, chi la saggezza, chi il talento musicale. Sopraggiunge una fata cattiva, che non era stata invitata, e per vendicarsi dell'onta dona alla bambina una maledizione: "La figlia del re a quindici anni si pungerà con un fuso e cadrà a terra morta". Una delle fate buone, pur non potendo annullare l'incantesimo, lo mitiga trasformando la condanna a morte in quella di cento anni di sonno, da cui la principessa potrà essere svegliata solo dal bacio di un principe. Per impedire che la profezia si compia il re bandisce gli arcolai dal suo regno; ma la principessa, all'età di 16 anni, per caso incontra una vecchia che sta tessendo e il suo fato si compie. La fata buona, sopraggiunta per aiutare la sua figlioccia, fa addormentare insieme alla principessa l'intero castello.
Tra la versione di Perrault e quella dei Grimm vi sono delle differenze: nella prima versione, la Fata buona si accorge che la fata anziana sta serbando rancore per il mancato invito e il fatto che le sue posate sono d'argento e non d'oro come le altre e allora si nasconde, durante la cerimonia, dietro un arazzo. Quando la fata anziana crede che le sue colleghe abbiano tutte dato il loro dono, esegue la maledizione e se ne va, ed esce allora la fata buona esce a porvi rimedio. Quando poi la maledizione viene attuata, la fata buona avvisa i reali e poi lancia l'incantesimo che mette tutto il regno a dormire. Nella versione dei Grimm, la fata buona è sul punto di dare il suo regalo alla principessa Rosaspina quando viene interrotta dall'arrivo della fata anziana, che maledice la bambina e se ne va (incurante che la maledizione sua può essere toccata) inoltre, in questa versione, non informa i reali e direttamente mette l'intero regno a dormire.

## Adattamenti
La fata buona compare nelle seguenti opere:
Film
- Prinsessa Ruusunen (1949)
- Dornröschen (1955): interpretata da Elfe Schneider
- Dornröschen (1971): interpretata da Vera Oelschlegel
- Come si svegliano le principesse (Jak se budí princezny) (1977): interpretata da Marie Brožová
- La bella addormentata (Sleeping Beauty) (1987): interpretata da Jane Wiedlin
- La bella addormentata (Šípková Růženka) (1989): interpretata da Zdena Studenková, doppiata in italiano da Valeria Perilli
- La bella addormentata (Sleeping Beauty) (1995)
- Dornröschen (2007): interpretata da Dorothea Parton
- Maleficent (2014): interpretata da Juno Temple, Lesley Manville e Imelda Staunton

Serie televisive
- Le grandi fiabe raccontate da Shirley Temple (Shirley Temple's Storybook) (1958): interpretata da Olive Deering
- Nel regno delle fiabe (Shelley Duvall's Faerie Tale Theatre) (1982): interpretata da Carol Kane
- Le fiabe son fantasia (Grimm Meisaku Gekijou) (1987): doppiata in italiano da Clara Zovianoff
- Le fiabe più belle (Anime Sekai no Dowa) (1995): doppiata in originale da Junko Hagimori e in italiano da Debora Magnaghi
- Simsalagrimm (Simsala Grimm) (1999)
- La leggenda della bella addormentata (The Legend of Sleeping Beauty) (2001)
- Polizia Dipartimento Favole (Fairy Tale Police Department): chiamata Wanda, è doppiata da Sarah Aubrey e in italiano da Serena Spaziani.
- Le più belle fiabe dei fratelli Grimm (Acht auf einen Streich) (2008): interpretata da Theresa Vilsmaier, doppiata in italiano da Laura Amadei

### Versioni Disney

#### La bella addormentata nel bosco

Da sinistra: Serenella, Fauna e Flora

Nel classico Disney le fate buone sono tre, e rappresentano le madrine della protagonista Aurora. Si chiamano Flora, Fauna e Serenella e sono doppiate rispettivamente da Verna Felton, Barbara Jo Allen e Barbara Luddy in originale e da Lydia Simoneschi, Rina Morelli e Flaminia Jandolo in italiano. Compaiono inoltre nella serie televisiva House of Mouse - Il Topoclub.
Ogni fata ha un colore e un carattere diverso:
- Flora: ha il vestito rosso. È il "capo", prende le decisioni per prima ed è sua l'idea di allevare Aurora fino al suo 16º compleanno in gran segreto, nascondendola da Malefica. Spesso è in contrasto con Serenella, specialmente sull'uso della magia e sul colore del vestito di Aurora. Dona al principe Filippo una spada e uno scudo magici per difendersi da Malefica. È la più affezionata ad Aurora.
- Fauna: ha il vestito verde. È la fata più magra e quella che ricorre di meno alla magia, oltre a essere la più pacifica, armoniosa e tranquilla; infatti è l'unica che non si vede litigare durante il film (mentre Flora e Serenella lo fanno in più occasioni). Durante i preparativi del compleanno della principessa si occupa della torta, dimostrando la sua miopia.
- Serenella: ha il vestito azzurro. È la più bassa e corpulenta e, indubbiamente, la più battagliera, in quanto è l'unica che non teme Malefica; infatti non manca di risponderle a tono e cercare di affrontarla (ma in tutti i casi viene fermata da Flora, che teme per la sua incolumità). Più volte litiga con quest'ultima riguardo al colore del vestito di Aurora.

Nel lungometraggio Disney, durante la cerimonia di presentazione al regno della piccola principessa, le tre fate si presentano per consegnare i propri doni: Flora le dona la bellezza, mentre Fauna una voce angelica. Serenella non fa in tempo a donare nulla ad Aurora, perché nel mentre sopraggiunge la malvagia strega Malefica che, adirata per non essere stata invitata alla festa, lancia sulla piccola una maledizione: all'età di 16 anni la principessa morirà a seguito della puntura con il fuso di un arcolaio. A seguito di ciò, e malgrado la propria magia non sia abbastanza forte da cancellare il maleficio, Serenella spende il suo dono per proteggere la bambina dalla maledizione: pungendosi con il fuso Aurora non sarebbe morta, ma avrebbe dormito un sonno profondo finché il bacio d'amore di un principe non la avesse risvegliata. Per prevenire la disgrazia il re ordinò di bruciare tutti gli arcolai che esistevano nel regno, mentre le tre fatine escogitavano un piano per proteggere la principessa. Alla fine esse pensarono di crescerla in una vecchia casa ormai disabitata e di nascondere le bacchette in modo da fare credere alla bambina di non essere una principessa e che loro fossero le sue zie e, compiuto il sedicesimo compleanno, l'avrebbero riportata al palazzo reale.

#### Kingdom Hearts
Le tre fate compaiono nel videogioco Kingdom Hearts II nella torre di Yen Sid, incaricate da quest'ultimo per creare un abito nuovo a Sora, litigando inizialmente per il colore del vestito (rosso, verde o blu); infine, dopo le lamentele di Sora, decidono di usare i colori contemporaneamente procurando al protagonista un nuovo vestito nero.
Compaiono inoltre nel videogioco Kingdom Hearts Birth by Sleep, impegnate a proteggere la bella principessa Aurora vittima del sortilegio e che ha perso il suo cuore per causa di Malefica e Terra, uno dei tre custodi del Keyblade.
- La storia di Ventus: il giovane giunge al castello e rimane meravigliato dalla bellezza della principessa, Aurora. Giungono immediatamente le tre buone fate che dicono a Ventus che una strega Malefica, le ha fatto un sortilegio e che le hanno rubato il cuore. Ven si offre di aiutare le tre fate a recuperare il cuore e si recano alla montagna proibita, luogo dove abita Malefica. Dopo avere recuperato il cuore Ventus e le tre fate si battono contro Malefica. Dopo lo scontro Malefica dice a Ven che Terra ha rubato il cuore di Aurora. Ven rimane sconvolto, e compare Aqua che gli dice di non credere alla strega.
- La storia di Aqua: la ragazza interviene durante lo scontro tra Malefica e Ventus, e propone a Ventus di tornare a casa dal Maestro Eraqus. Ma Ven sconvolto dal comportamento di Terra, scappa. Malefica tramite un sortilegio cattura Aqua, che si ritrova nelle segrete insieme al principe Filippo e si allea con lui e con le tre fate. Riescono a scappare dalla Montagna Proibita e giungono ai pressi del castello del re Stefano, ma Malefica appare dinanzi a loro e dice a Aqua che Terra si affida all'oscurità; la ragazza però non le crede. La strega si trasforma in un drago (la stessa trasformazione che avviene nel film La bella addormentata nel bosco), ma viene sconfitta grazie al potere delle tre fate che potenziano la spada del principe Filippo.

#### Sofia la principessa
In questa serie televisiva animata, pensata per un pubblico molto giovane, le tre fate sono le maestre che insegnano alla piccola protagonista, la principessa Sofia, nella Reale Accademia del regno di Incantia, dove sono ambientate le sue avventure.

#### Maleficent
Le versioni in live action delle fate Disney compaiono per la prima volta nel film Maleficent, nel quale si racconta la storia della bella addormentata dal punto di vista della malvagia strega Malefica (interpretata da Angelina Jolie). In questa trasposizione le fate hanno tre nomi diversi rispetto al lungometraggio animato, a cui fanno chiaro riferimento anche nella scelta dei colori dei vestiti: Giuggiola (Flora) è interpretata da Imelda Staunton, Verdelia (Fauna) da Juno Temple e Fiorina (Serena) da Lesley Manville.

#### Nomi in altre lingue
- Danese - Flora, Fauna e Sommersol (nelle versioni d'animazione Disney)
- Finlandese - Päivätär, Valotar e Tähdetär (nelle versioni d'animazione Disney)
- Francese - Flora, Pâquerette e Pimprenelle (nelle versioni d'animazione Disney); Hortense, Capucine e Florette (nel film Maleficent)
- Inglese - Flora, Fauna e Merryweather (nelle versioni d'animazione Disney); Knotgrass, Thistlewit e Flittle (nel film Maleficent)
- Italiano - Flora, Fauna e Serenella (nelle versioni d'animazione Disney); Giuggiola, Verdelia e Fiorina (nel film Maleficent)
- Spagnolo - Flora, Fauna y Primavera (nelle versioni d'animazione Disney); Clavelina, Fronda y Violeta (nel film Maleficent)
- Norvegese - Flora, Fauna e Solstråle (nelle versioni d'animazione Disney)
- Olandese - Flora, Fauna e Mooiweertje (nelle versioni d'animazione Disney)
- Portoghese - Flora, Fauna e Primavera (nelle versioni d'animazione Disney)
- Svedese - Flora, Fina e Magdalena (nelle versioni d'animazione Disney)